# Ла Кретац (Долина Аосте)
Ла Кретац је насеље у Италији у округу Долина Аосте, региону Долина Аосте.
Према процени из 2011. у насељу је живело 93 становника. Насеље се налази на надморској висини од 608 м.